# Antônio Aparecido de Marcos Filho

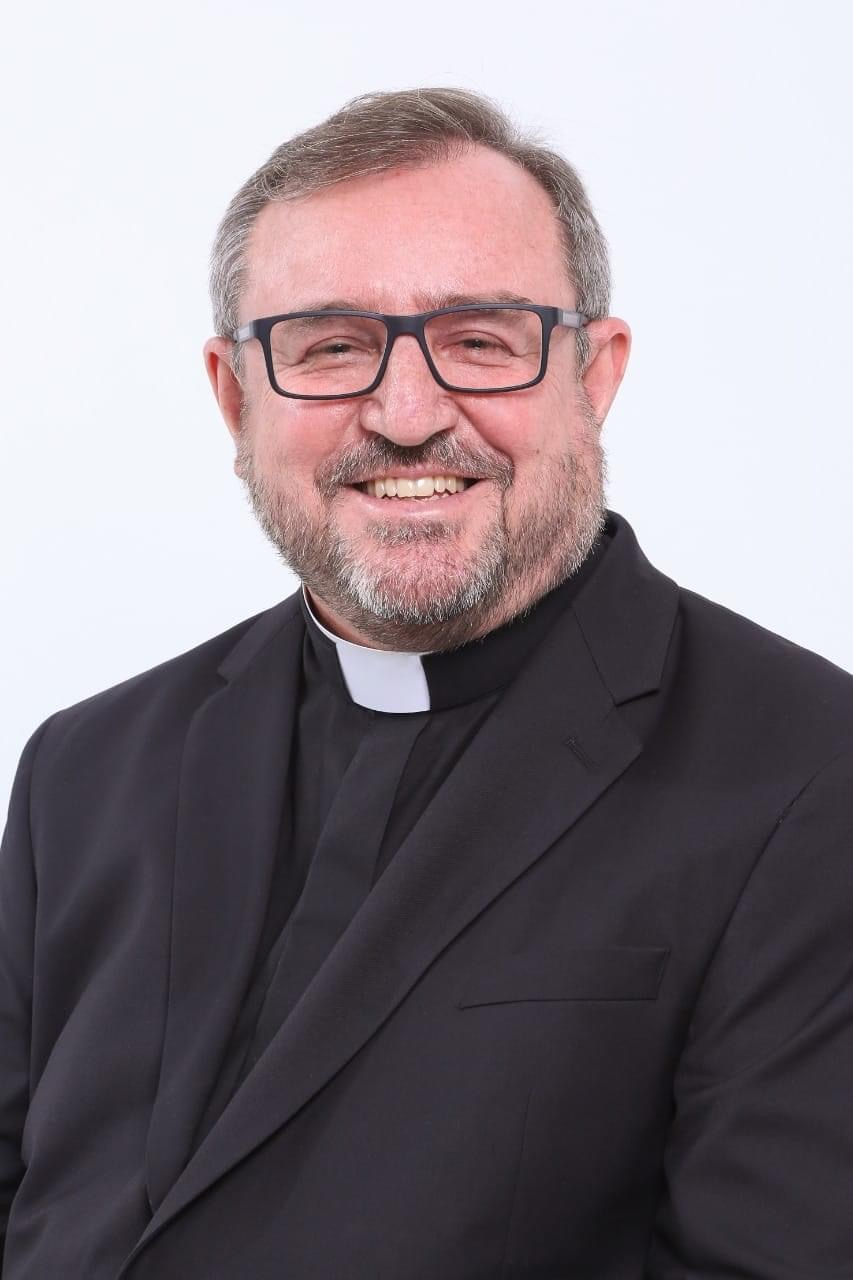
Antônio Aparecido de Marcos Filho (2022)

Antônio Aparecido de Marcos Filho (* 5. August 1966 in Ibaté, São Paulo) ist ein brasilianischer römisch-katholischer Geistlicher und Weihbischof in Brasília.

## Leben
Antônio Aparecido de Marcos Filho ist der Sohn von Antonio Aparecido de Marcos und Maria Aparecida Alexandrin de Marcos. Marcos Filho studierte von 1992 bis 1994 Philosophie am Priesterseminar in São Carlos und von 1995 bis 1998 Katholische Theologie an der Pontifícia Universidade Católica de Campinas. Er wurde am 11. Dezember 1998 zum Diakon geweiht und empfing am 10. September 1999 das Sakrament der Priesterweihe für das Bistum São Carlos.
Marcos Filho war zunächst als Pfarradministrator der Pfarrei Nossa Senhora do Vale in Araraquara und als regionaler Koordinator für die Pastoral tätig, bevor er 2001 Pfarrer der Pfarrei Divino Espírito Santo in Dois Córregos wurde. Danach wirkte er als Pfarrer der Pfarreien São João Batista in Bocaina (2005–2009), Nossa Senhora Aparecida in Barra Bonita (2009) und Sant’Ana in Araraquara (2009–2017). 2017 wurde Marcos Filho Pfarrer der Pfarrei São Sebastião do Patrimônio da Serra und Pfarrvikar der Pfarrei Nossa Senhora das Dores in Brotas sowie Regens des propädeutischen Seminars des Bistums São Carlos. Daneben erwarb er 2018 am Instituto de Ciências Sociais e Humanas ein Lizenziat im Fach Philosophie. Ab 2018 war Marcos Filho Regens des Priesterseminars in São Carlos. Zudem war er als Pfarrvikar der Pfarreien São Nicolau de Flüe (2018–2019) und Nossa Senhora Aparecida (2020) sowie als Pfarrer der Pfarrei São João Batista in São Carlos tätig. Außerdem gehörte er ab 2017 dem Priesterrat, dem Konsultorenkollegium und dem Rat der Ausbilder an sowie ab 2019 der diözesanen Kinderschutzkommission des Bistums São Carlos. Darüber hinaus absolvierte Marcos Filho 2021 am Centro Universitário Claretiano einen Kurs im Fach Bibelwissenschaft.
Am 21. Dezember 2022 ernannte ihn Papst Franziskus zum Titularbischof von Centenaria und zum Weihbischof in Brasília. Der Erzbischof von Brasília, Paulo Cezar Kardinal Costa, spendete ihm am 25. Februar 2023 in der Kathedrale São Carlos Borromeu in São Carlos die Bischofsweihe; Mitkonsekratoren waren der Bischof von São Carlos, Luiz Carlos Dias, und der Bischof von Itapeva, Eduardo Malaspina. Sein Wahlspruch Populus tuus populus meus („Dein Volk ist mein Volk“) stammt aus Rut 1,16 .